# 格拉摩根郡旗

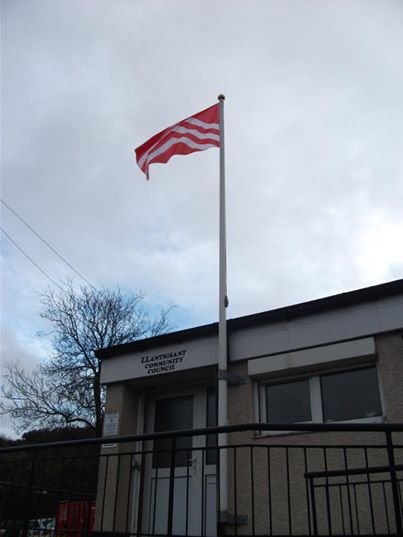
朗达卡嫩塔夫的一处社区升起的格拉摩根郡旗

格拉摩根郡旗（英語：Glamorgan flag）是英國威爾斯格拉摩根郡的郡旗，自2013年9月24日開始使用。格拉摩根郡旗為紅底，上有三個白色箭頭圖案。

## 设计
这面旗帜是格拉摩根郡前身摩根王国的最后一位统治者伊斯廷·阿普·格旺特的臂章。红底上三条银色V型标记的设计是格兰摩根地区徽章设计的特色，例如格拉摩根谷和前格拉摩根中部，格拉摩根南部，格拉摩根西部三个历史郡。改旗帜还出现在加的夫的市旗上，一条红龙高举旗帜，象征着加的夫作为格拉摩根行政中心的地位。

## 外部連結
- Flag Institute – Glamorgan
- Glamorgan Flag campaign （页面存档备份，存于）
- Glamorgan （页面存档备份，存于） at Flags of the World